# Cerbalus
Genre
Synonymes
- Marmarica Caporiacco, 1928

Cerbalus est un genre d'araignées aranéomorphes de la famille des Sparassidae.

## Distribution
Les espèces de ce genre se rencontrent en Afrique du Nord et au Proche-Orient.

## Liste des espèces
Selon World Spider Catalog (version 17.5, 15/01/2017) :
- Cerbalus alegranzaensis Wunderlich, 1992
- Cerbalus aravaensis Levy, 2007
- Cerbalus ergensis Jäger, 2000
- Cerbalus negebensis Levy, 1989
- Cerbalus pellitus Kritscher, 1960
- Cerbalus psammodes Levy, 1989
- Cerbalus pulcherrimus (Simon, 1880)
- Cerbalus verneaui (Simon, 1889)

## Publication originale
- Simon, 1897 : Histoire naturelle des araignées. Paris, vol. 2, p. 1-192 (texte intégral).